# Euxootera heinrichi
Euxootera heinrichi är en fjärilsart som beskrevs av François Louis Nompar de Caumont de Laporte 1979. Euxootera heinrichi ingår i släktet Euxootera och familjen nattflyn. Inga underarter finns listade i Catalogue of Life.